# 高缨
高缨（1929年—2019年2月22日），原名高洪仪，男，原籍天津，生于河南焦作，中国作家，中国作家协会四川分会原副主席，中国作家协会名誉委员。代表作有电影剧本《达吉和她的父亲》。